# Ahyee Aye Elvis
Ahyee Aye Elvis (Abidjan, 13 dicembre 1983) è un ex calciatore ivoriano, di ruolo difensore.

## Carriera

### Club
Elvis cominciò la carriera professionistica con la maglia del Sogndal. Debuttò nella Tippeligaen il 12 settembre 2004, sostituendo Alexander Ødegaard nella sconfitta per quattro a due in casa del Viking. Il 24 ottobre dello stesso anno, segnò la prima rete nella massima divisione norvegese: fu autore di uno dei gol della sua squadra, che permisero al Sogndal di imporsi per quattro a due sull'Odd Grenland. Al termine della stagione, però, la squadra retrocesse in Adeccoligaen.
Nel 2010, il club centrò la promozione e tornò così nella Tippeligaen. Il 21 dicembre, fu reso noto il suo trasferimento al Vard Haugesund, a partire dal 1º gennaio successivo. Il 10 gennaio 2014, firmò un contratto valido per il successivo anno e mezzo con i tunisini del Gafsa.